# 음력 12월 21일
음력 12월 21일은 음력 12월의 21번째 날이다.

## 사건
- 2001년 - 가수 유승준, 입국 금지 처분으로 인천국제공항에서 강제 출국.

## 문화
- 1961년 - KBS TV, 개국 이후 첫 드라마 《나도 인간이 되련다》 방송.

## 탄생
- 1971년 - 대한민국의 희극인 김지선.
- 1979년 - 대한민국의 희극인 김인석.
- 1989년 - 대한민국의 야구 선수 장성우.
- 1990년 - 대한민국의 가수 안다.
- 1995년
  - 대한민국의 가수 청하.
  - 미국의 배우 지미 베넷.

## 같이 보기
- 음력 360일: 1월 2월 3월 4월 5월 6월 7월 8월 9월 10월 11월 12월
- 전날: 12월 20일 다음날: 12월 22일 - 전달: 11월 21일 다음달: 1월 21일
- 양력: 12월 21일
- 음력, 윤달